# Ambon

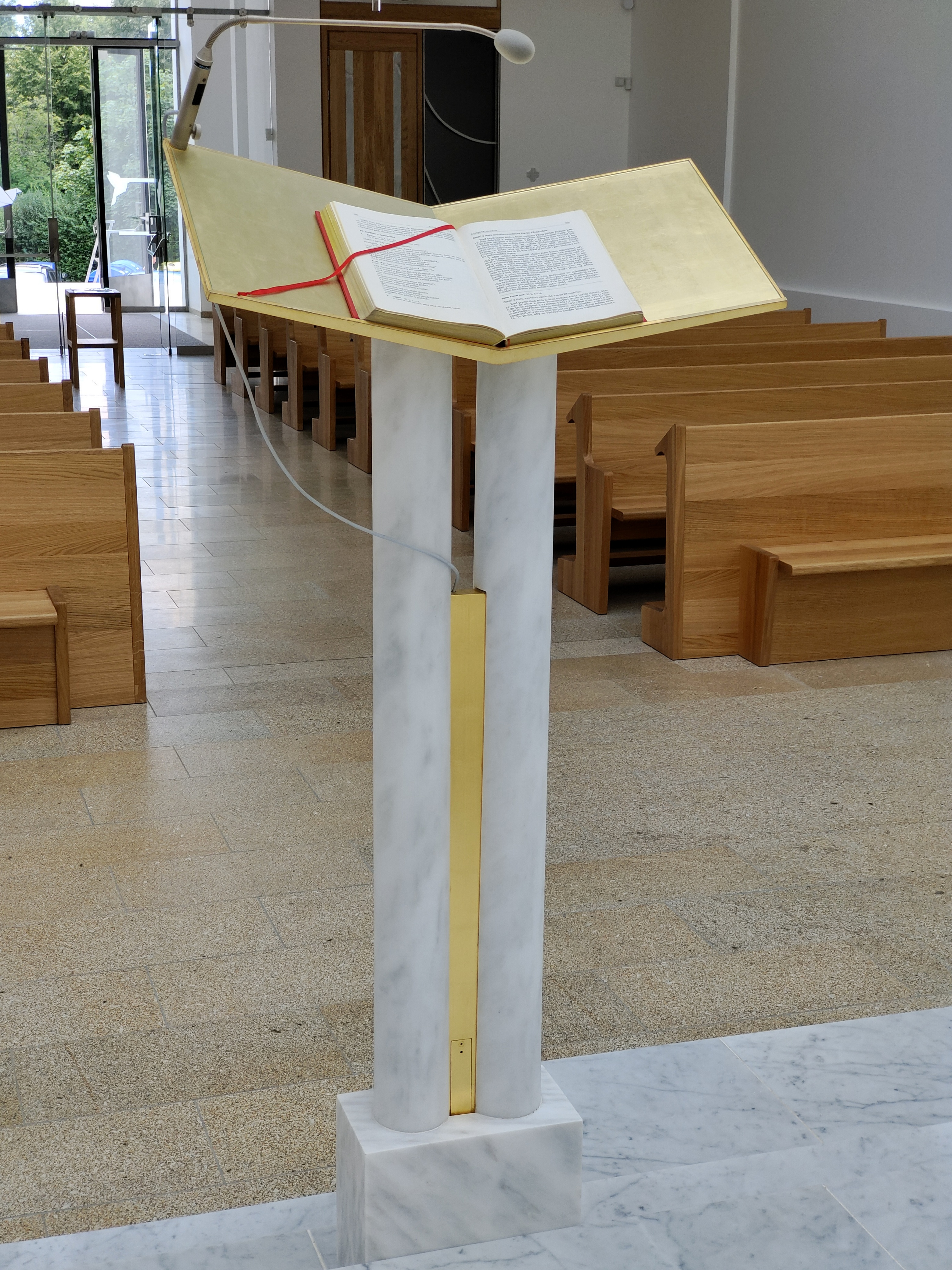
Ambon v kostele Krista Spasitele v Praze na Barrandově

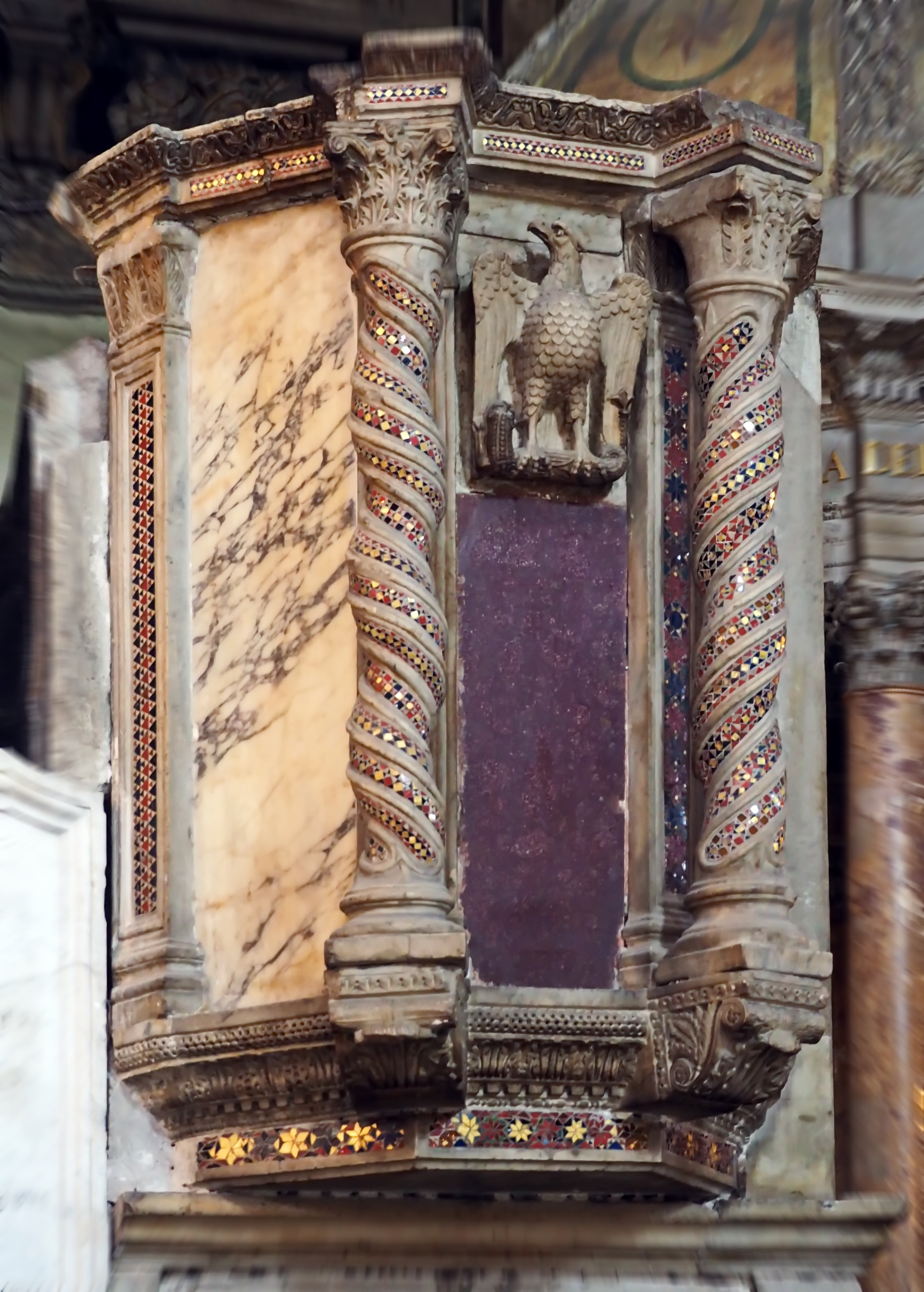
Románský ambon v bazilice Santa Maria in Aracoeli v Římě

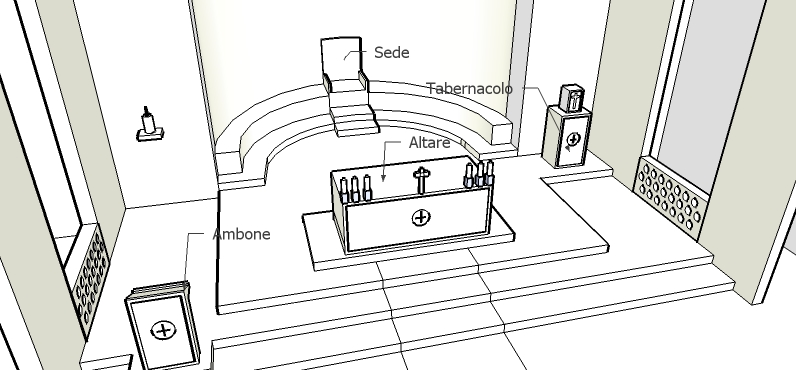
Ambon na obrázku je umístěn zcela vlevo

Ambon, někdy též ambona (z řeč.), bylo vyvýšené místo nebo řečnická tribuna ve starokřesťanských chrámech, odkud se při bohoslužbě četlo Slovo Boží. Mohl mít architektonickou podobu a jeho součástí byl pulpit. Někdy dochází ke vzájemné záměně obou termínů.
Některé podoby ambonu se vyskytují i v dnešních katolických, protestantských i pravoslavných chrámech. Tradičně bývá umístěn na straně evangelijní (severní), vlevo od hlavního oltáře z pohledu od vchodu do chrámu.
Ambony byly od 16. století postupně nahrazovány kazatelnami. V některých historických kostelech v Římě slouží dosud (například v kostele Santa Maria in Aracoeli nebo v bazilice sv. Klimenta).